# Armin Helfer
Armin Helfer (* 31. Mai 1980 in Bruneck) ist ein ehemaliger italienischer Eishockeyspieler, der zuletzt bei dem HC Pustertal in der Alps Hockey League spielte.

## Karriere
Armin Helfer begann seine Karriere als Eishockeyspieler beim HC Pustertal, für den er von 1996 bis 2001 in der Serie A1 aktiv war. Anschließend wechselte er zu den HC Milano Vipers, mit denen er in den folgenden sechs Jahren zwischen 2002 und 2005 fünf Mal italienischer Meister wurde, in den Jahren 2002, 2004 und 2005 drei Mal die Coppa Italia gewann, sowie 2001, 2002 und 2006 die Supercoppa Italiana. Nachdem der Verteidiger in der Saison 2007/08 beim HC Innsbruck in der Österreichischen Eishockey-Liga unter Vertrag stand, spielte er in der Saison 2008/09 für den HC Thurgau aus der Schweizer National League B. Zudem bestritt der Italiener in dieser Spielzeit zwei Partien für die Kloten Flyers aus der National League A. Im Sommer 2009 kehrte der Verteidiger in seine Heimatstadt Bruneck zurück. Im Dezember 2009 wurde Armin Helfer beim HC Pustertal für eine Woche freigestellt und verstärkte in dieser Zeit den HC Davos beim Spengler Cup. Eingefädelt wurde diese Aktion von HCD-Trainer Arno Del Curto, Manager René Müller, dem Agenten Helfers und der sportlichen Leitung des HC Pustertal. Nach zwei erfolgreichen Spielzeiten im Pustertal (1 × Halbfinale, 1 × Finale) entschloss sich der italienische Nationalverteidiger zum erneuten Sprung ins Ausland und kehrte im April 2011 in die Schweiz zum HC Thurgau aus der National League B zurück, wo er bereits zwei Jahre zuvor verteidigte. Anfang 2012 wechselte Helfer für die entscheidende Phase der Meisterschaft zu seinem Heimatverein HC Pustertal zurück, für den er seither wieder auf dem Eis steht. 2014 und 2016 gewann er mit seinem Klub die Supercoppa. 2016 wechselte er mit dem HC Pustertal in die neugegründete Alps Hockey League. Nach der Saison 2019/2020 beendete er seine Karriere. Im September 2022 wurde seine Trikotnummer 62 vom HC Pustertal offiziell zurückgezogen.

### International
Für Italien nahm Helfer an den U18-B-Europameisterschaften 1997 und 1998, als er zum besten Verteidiger des Turniers gewählt wurde, der U20-Junioren-C-Weltmeisterschaft 1999 sowie der U20-Junioren-B-Weltmeisterschaft 2000 teil. Mit der Herren-Auswahl Italiens spielte er erstmals bei der A-Weltmeisterschaft 2000. Nach der Umstellung auf das heutige Divisionensystem nahm er an den Titelkämpfen der Top-Division 2000, 2001, 2002, 2006, 2007, 2008, 2010, 2012 und 2017 sowie der Division I 2003, 2004, 2005, 2009, als er die beste Plus/Minus-Bilanz des Turniers aufwies, 2011, als er zum besten Verteidiger des Turniers gewählt wurde, 2013, 2015, 2016 und 2018 teil. Zudem vertrat er seine Farben bei den Olympischen Winterspielen in Turin 2006 und den Qualifikationsturnieren zu den Winterspielen in Vancouver 2010, in Sotschi 2014 und Pyeongchang 2018.

## Erfolge und Auszeichnungen
| - 2001 Sieger Supercoppa Italiana mit den HC Milano Vipers - 2002 Italienischer Meister mit den HC Milano Vipers - 2002 Sieger Coppa Italia mit den HC Milano Vipers - 2002 Sieger Supercoppa Italiana mit den HC Milano Vipers - 2003 Italienischer Meister mit den HC Milano Vipers - 2004 Italienischer Meister mit den HC Milano Vipers - 2004 Sieger Coppa Italia mit den HC Milano Vipers - 2005 Italienischer Meister mit den HC Milano Vipers | - 2005 Sieger Coppa Italia mit den HC Milano Vipers - 2006 Italienischer Meister mit den HC Milano Vipers - 2006 Sieger Supercoppa Italiana mit den HC Milano Vipers - 2011 Sieger Coppa Italia mit dem HC Pustertal - 2011 Vizemeister der Serie A1 mit dem HC Pustertal - 2014 Sieger Supercoppa Italiana mit dem HC Pustertal - 2016 Sieger Supercoppa Italiana mit dem HC Pustertal |

### International
| - 1998 Bester Verteidiger der U18-B-Europameisterschaft - 2005 Aufstieg in die Top-Division bei der Weltmeisterschaft der Division I, Gruppe B - 2009 Aufstieg in die Top-Division bei der Weltmeisterschaft der Division I, Gruppe B - 2009 Beste Plus/Minus-Bilanz bei der Weltmeisterschaft der Division I, Gruppe B - 2011 Aufstieg in die Top-Division bei der Weltmeisterschaft der Division I, Gruppe A | - 2011 Bester Verteidiger der Weltmeisterschaft der Division I, Gruppe A - 2013 Aufstieg in die Top-Division bei der Weltmeisterschaft der Division I, Gruppe A - 2016 Aufstieg in die Top-Division bei der Weltmeisterschaft der Division I, Gruppe A - 2018 Aufstieg in die Top-Division bei der Weltmeisterschaft der Division I, Gruppe A |

## Karrierestatistik
(Legende zur Spielerstatistik: Sp oder GP = absolvierte Spiele; T oder G = erzielte Tore; V oder A = erzielte Assists; Pkt oder Pts = erzielte Scorerpunkte; SM oder PIM = erhaltene Strafminuten; +/− = Plus/Minus-Bilanz; PP = erzielte Überzahltore; SH = erzielte Unterzahltore; GW = erzielte Siegtore; 1 Play-downs/Relegation; Kursiv: Statistik nicht vollständig)